# Billardiera ovalis
Billardiera ovalis là một loài thực vật có hoa trong họ Pittosporaceae. Loài này được Lindl. mô tả khoa học đầu tiên năm 1834.